# Georg Adam von Martinitz

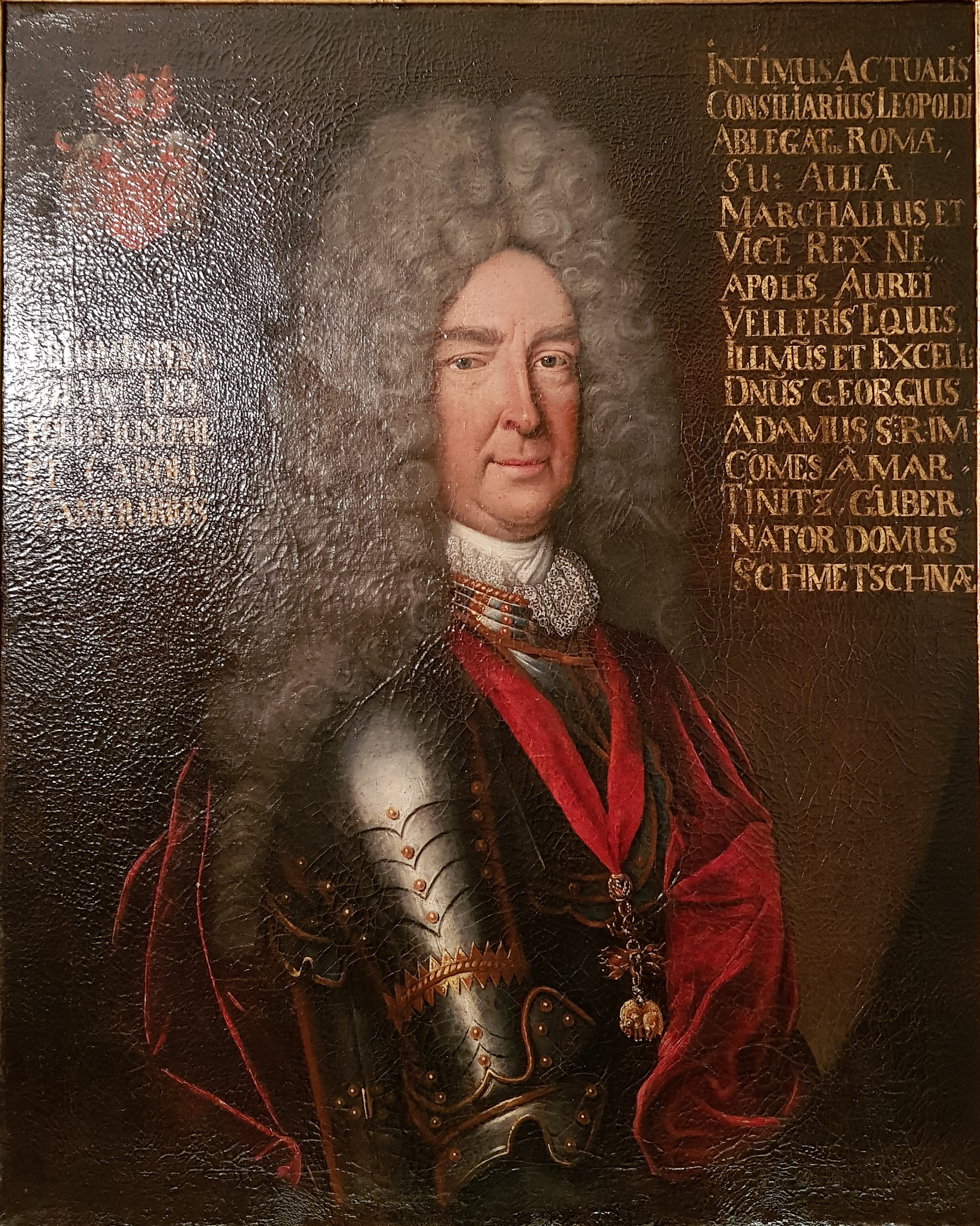
Georg Adam von Martinitz

Georg Adam Ignatius Graf von Martinitz, tschech. Jiří Adam Ignác z Martinic, (* 1645; † 24. Juli 1714 in Prag) war ein böhmischer Adeliger. Er war Diplomat im Dienst der österreichischen Habsburger. Zuletzt war er Vizekönig des Königreiches Neapel.

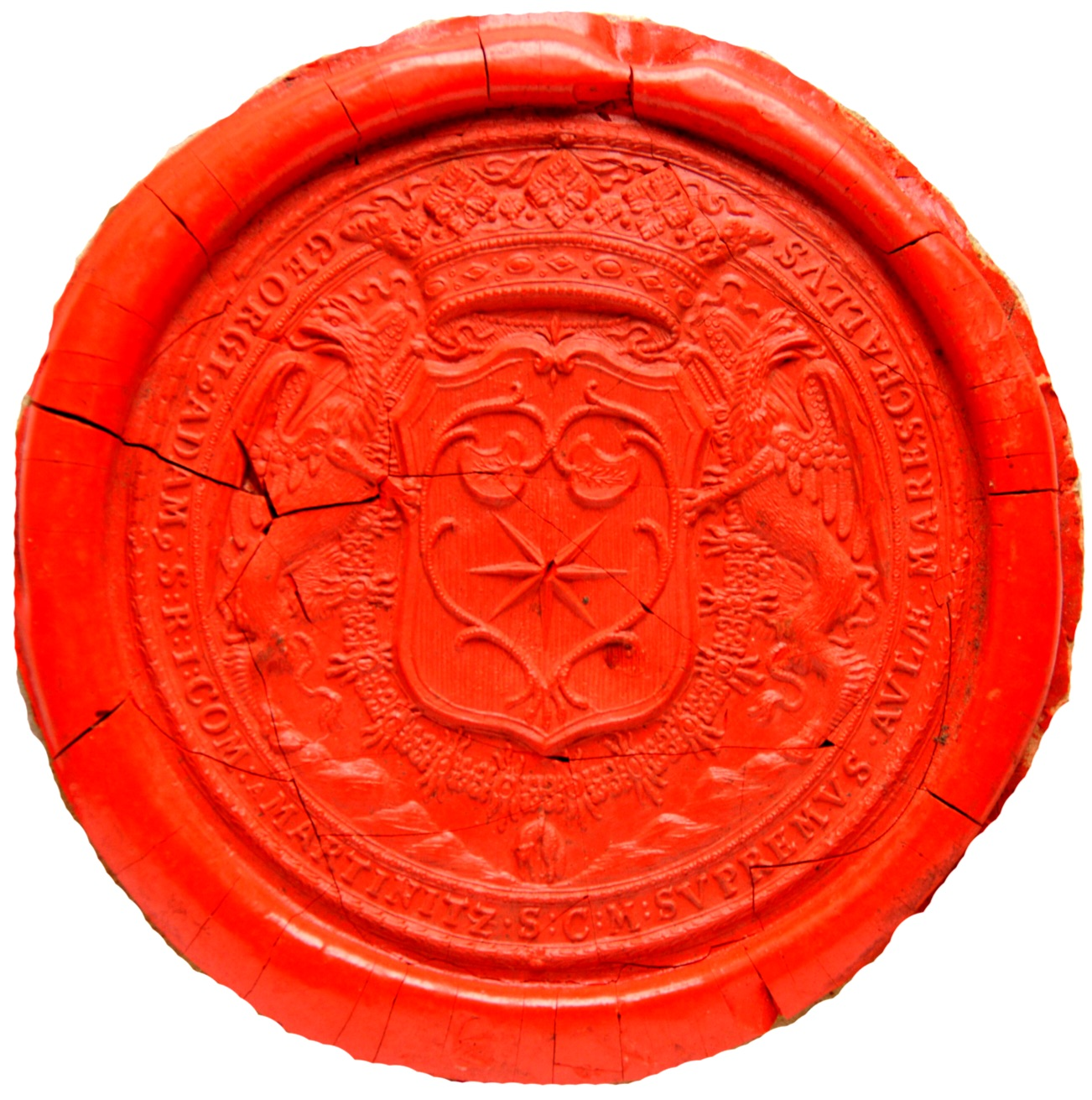
Siegel des kaiserlich Geheimer Rat in Prag

## Familie
Georg Adam von Martinitz stammte aus der böhmischen Adelsfamilie Martinic. Sein Vater war Maximilian Valentin (* 1612; † 1677), die Mutter war Anna Katharina (geb. Bukůvka von Janovic). Er selbst heiratete 1679 in erster Ehe Maria Felicitas Gräfin von Spaur und in zweiter Ehe 1697 die Gräfin Maria Josepha von Sternberg (* 31. Oktober 1668; † 28. Dezember 1747). Aus den Ehen gingen fünf Söhne und sechs Töchter hervor, darunter:
- Susanne Renate (* 1670; † 3. Februar 1717)

⚭ 1685 Graf Thomas Zacharias Czernin von und zu Chudenitz (* 1666; † 14. Februar 1700)
⚭ 1703 Prinz Leopold von Auersperg (* 30. Juni 1662; † 3. Juli 1705)
- Adolf Bernhard (* vor 1690; † 27. Juli 1735) ⚭ 1705 Gräfin Marie Elisabeth Jörger von Tollet (* 1685)
- Franz Michael (* 1704; † 27. Januar 1773)

⚭ Gräfin Maria Susanna von Nostitz-Rokinitz (* 1707; † 1758)
⚭ Gräfin Marie Anna von Sternberg (* 18. September 1741; † 25. Juli 1818)
- Josef Anton Siegmund (* ca. 1710; ca. 1739)
- Marie Karoline Philippine Magdalena (* 2. Januar 1700; † 12. Mai 1785) ⚭ 1722 Graf Philipp Josef von Kinsky (* 28. November 1700; † 12. Januar 1749)

## Leben
Martinitz studierte bis 1670 Rechtswissenschaften in Prag. Danach setzte er das Studium in Siena fort. Er war Herr über das Gut Plánice. Dieses wandelte er in einen Fideikommiss um. Im Jahr 1685 kamen die Familiengüter Smečno und Slaný hinzu.
Martinitz war diplomatisch im Dienst des österreichischen Zweiges des Hauses Habsburg tätig. Zunächst war er Gesandter in England und Portugal. Vor der drohenden Belagerung von Wien 1682 wurde er ins Erzbistum Salzburg und in zahlreiche italienische Staaten, darunter auch an den päpstlichen Hof nach Rom entsandt, um Hilfsgelder für die Verteidigung einzuwerben. Diesen Auftrag erledigte er mit Erfolg.
Zwischen 1696 und 1700 war er für Kaiserin Eleonore bei Papst Innozenz XII. tätig. Er hat dabei die kaiserlichen Rechte gegenüber dem Papst und die kaiserlichen Lehnsleute in Reichsitalien verteidigt. Dieser erreichte schließlich die Abberufung des Diplomaten.
In Rom knüpfte Martinitz Kontakte zum Baumeister Carlo Fontana. Dieser entwarf für ihn ein Stadtpalais in Prag. Dieses wurde zwischen 1700 und 1705 in dem für Prag ungewöhnlichen Stil des römischen Klassizismus realisiert.
Zurück in Wien wurde er Hauptmann der Arcièren-Leibgarde. Außerdem war er Geheimer und Konferenzrat sowie seit 1703 Obersthofmarschall. Aus dem politischen Hofleben hielt er sich weitgehend heraus. Außerdem wurde er in den Orden vom Goldenen Vlies aufgenommen.
Nach den Siegen der Alliierten im spanischen Erbfolgekrieg auf dem italienischen Kriegsschauplatz wurde er erster kaiserlicher Vizekönig im Königreich Neapel. Von den Truppen des Feldmarschalls Wirich Philipp von und zu Daun geleitet, kam er nach der Eroberung von Capua am 3. Juli 1707 in Neapel an. Bereits im Dezember des Jahres wurde er abberufen. An seine kurze Zeit in Neapel erinnert die Redemptoristen-Kirche in Neapel.
Georg Adam von Martinitz wurde in der Familienkapelle der Martinitz im Veitsdom in Prag beigesetzt.